# Castelnau-Barbarens
 Castelnau-Barbarens  (en occitano Castèthnau-Barbarens) es una población y comuna francesa, ubicada en la región de Mediodía-Pirineos, departamento de Gers, en el distrito de Auch y cantón de Saramon.

## Demografía
| 590 | 525 | 421 | 432 | 414 | 452 |
| Para los censos de 1962 a 1999 la población legal corresponde a la población sin duplicidades (Fuente: INSEE [Consultar]) |     |     |     |     |     |